# Ceramothyrium carniolicum
Ceramothyrium carniolicum är en svampart som först beskrevs av Rehm, och fick sitt nu gällande namn av Franz Petrak 1962. Ceramothyrium carniolicum ingår i släktet Ceramothyrium och familjen Chaetothyriaceae.  Arten är reproducerande i Sverige. Inga underarter finns listade i Catalogue of Life.